# 鑽石交易區

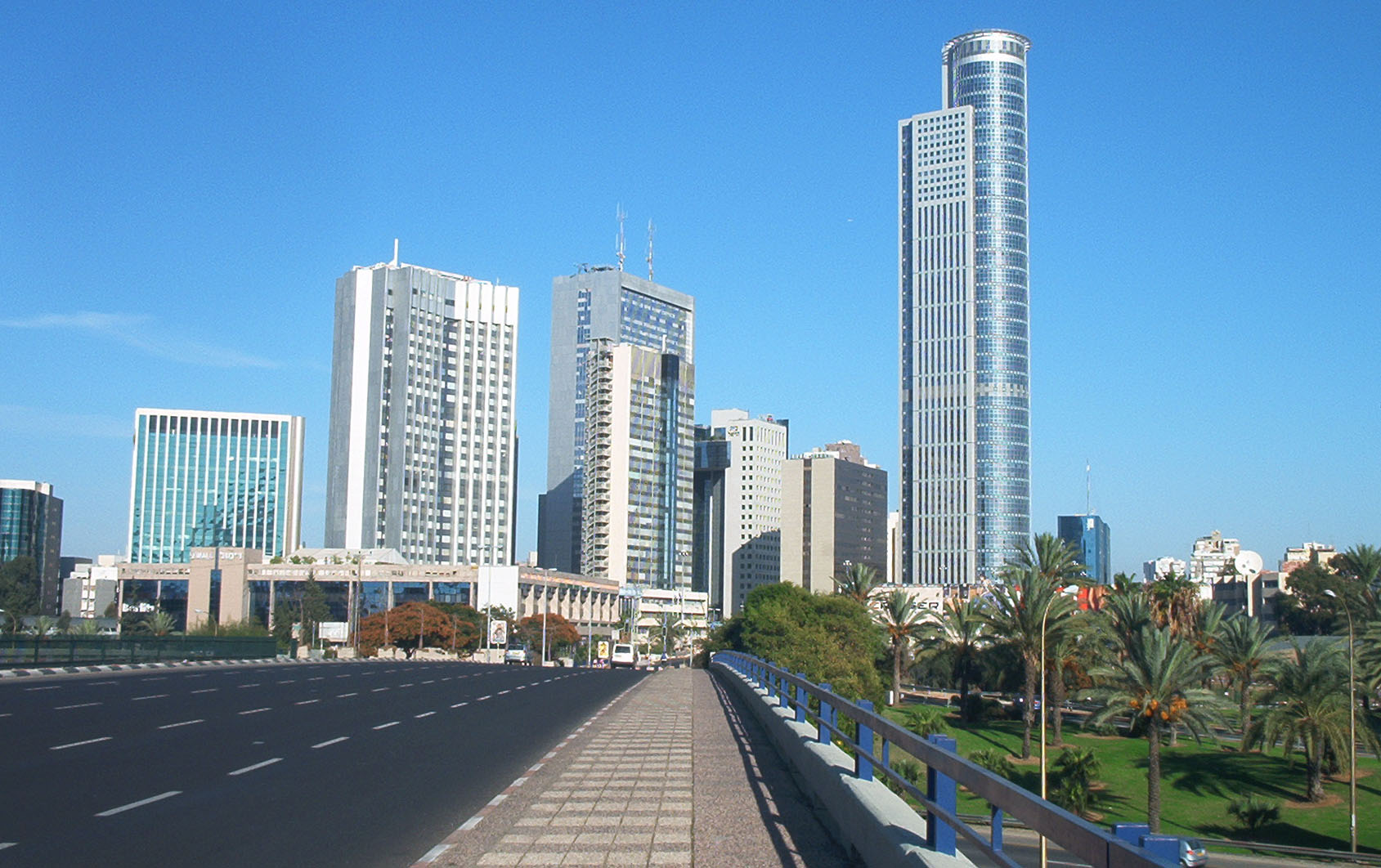
鑽石交易區

鑽石交易區（Diamond Exchange District）是以色列城市拉馬干的一個地區，也是以色列主要的鑽石產業中心及商業中心。以色列鑽石交易區包括了四座由橋樑連接的建築，也是世界最大的鑽石交易中心。以色列第二高建築摩西阿維夫塔也位於這一地區。位於鑽石交易區的哈里奧本海默鑽石博物館展示眾多世界著名鑽石的模型。

## 建築

### 摩西阿維夫塔
摩西阿維夫塔又稱城市之門（City Gate），是以色列第二高的建築。

### 萊昂納多城市塔
萊昂納多城市塔是以色列最高的酒店。在2000年至2001年之間，萊昂納多城市塔是拉馬干最高的建築，直到被摩西阿維夫塔取代。萊昂納多城市塔共有167間客房。

### 鑽石塔
鑽石塔內有世界最大的鑽石交易大廳，可容納多達1000人。鑽石塔高115米，共有32層，是1989年至2000年拉马干最高的建築。

### 阿亞隆塔
阿亞隆塔啟用於2009年5月10日，是一座辦公樓，高132米（不含裝飾性尖頂）。阿亞隆塔是拉马干第三高的建築，共有35層，佔地面積4,000平方米。

### 吉波爾體育大樓
吉波爾體育大樓高114米，共有29層，在2000年4月竣工。該建築的設計者和摩西阿維夫塔相同，兩棟建築的外觀也十分類似。

### BDB塔

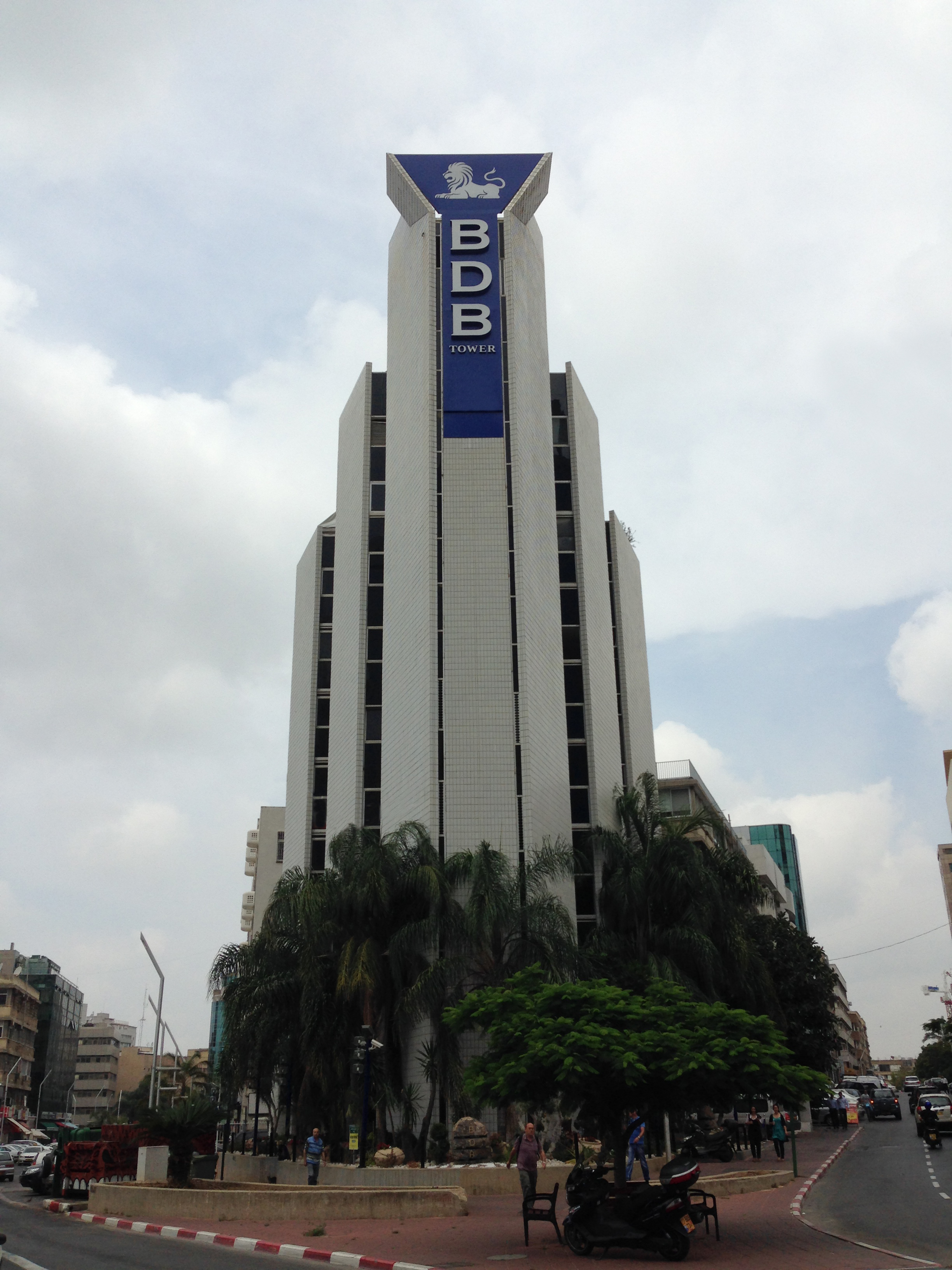
BDB塔

BDB塔竣工於1988年，因其獨特的現代主義外觀而使用混凝土材料而成為鑽石交易區最醒目的建築之一。BDB塔共有10層，佔地面積3,000平方米。